# كاموف كا-27
كاموف كا-27 (بالإنجليزية: Kamov Ka-27)‏ هي مروحية عسكرية تعمل في البحرية السوفيتية، وظيفتها هي الكشف عن الغواصات وتدميرها، ويسميها حلف الناتو  هيليكس . وتستخدم حالياً في روسيا وأوكرانيا وفيتنام وكوريا الجنوبية والصين وتايوان والهند. وتوجد لها نماذج متطورة منها كا-29 تستخدم للنقل العسكري، ومنها طراز مبسط كا-28 وكا-32 ويُستعملان للأغراض المدنية.

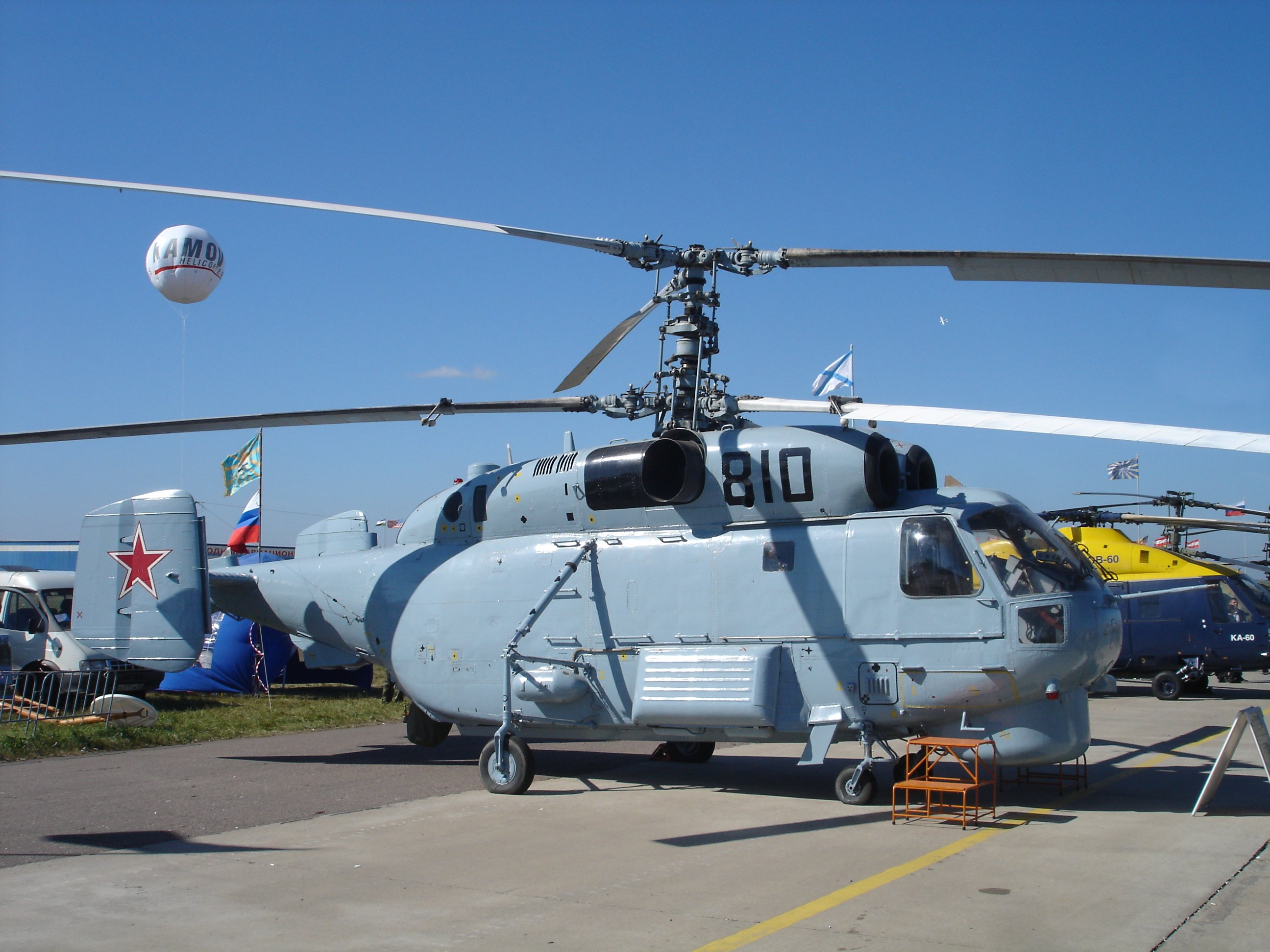
Kamov Ka-27 كاموف كا-27

## التصميم والتطوير
أنتجت المروحية لتقوم بعمليات النقل بين السفن والساحل[بحاجة لمصدر] وكذلك كمروحية مضادة للغواصات، فهي مزودة بطوربيدات موجهة ذاتياً وقنابل أعماق مضادة للغواصات ومُخصصة لتستطيع الهبوط على ظهر السفن الحربية. وقد بدأ صميمها عام 1969 وأنتج أول طراز اختباري منها عام 1973. وقد كان من المقرر أن تخلف المروحية القديمة كاموف كا-25، التي لم تستطع استخدام جهاز السونار في الليل أو الطقس السيء وكانت أقل كفاءة من اللازم، لذلك احتفظت بالشكل العام لكاموف كا-25 لكي تناسب أماكن الصيانة والوقوف، وهي تعد الآن المروحية البحرية القياسية المضادة للغواصات في الجيش الروسي. وهي مثل الطرازات الأخرى لمروحيات كاموف تحتوي على مروحتين على محور واحد، وبذلك تستغني عن مروحة الذيل لحفظ الاتجاه.

## التاريخ العملي
مروحية كا-27 تابعة للقوات البحرية الروسية من فئة أودالوي مدمرة تدعى RS Serveromorsk (DDG 619) أجريت تدريب توافقية الهبوط على سطح سفينة USS Mount Whitney التابعة للقوات البحرية الأمريكية في 22 يوليو 2010.

## الطرازات
كا-25-2
الطراز الأولي الأساسيّ.
كا-27كي
طراز حربيّ أولي مضاد للغواصات.
كا-27بي إل
(هيلكس-أ) مروحية حربية مضادة للغواصات.
كا-27بي إس
(هيلكس-د) مروحية بحث وإنقاذ، عدلت رافعتها وتم التخلص من المعدات المضادة للغواصات.
كا-27بي في
طراز حربي من كا-27بي إس.
كا-28
(هيلكس-أ) طراز تصديري من كا-27بي إل.
كا-29تي بي
(هيلكس-بي) مروحية نقل سريعة، تتسع لطيراين و12 جندياً.
كا-29آر إل دي
مروحية إنذار مبكر ومراقبة أرضية، أعيد تصميمها من كاموف كا-31.
كا-32إيه
مروحية نقل مدنية، طراز أوليّ.
كا-32إيه1
مروحية قتال ناريّ، مزودة بدلو مروحيات خاص.
كا-32إيه2
طراز شرطة، مزود بكشافين ضوئيين ومكبر صوت.

## المواصفات (لكا-27)
الخصائص العامة
- الطول:  ()
- باع الجناح:  ()
- الارتفاع:  ()

الأداء

## المستخدمون
الجزائر

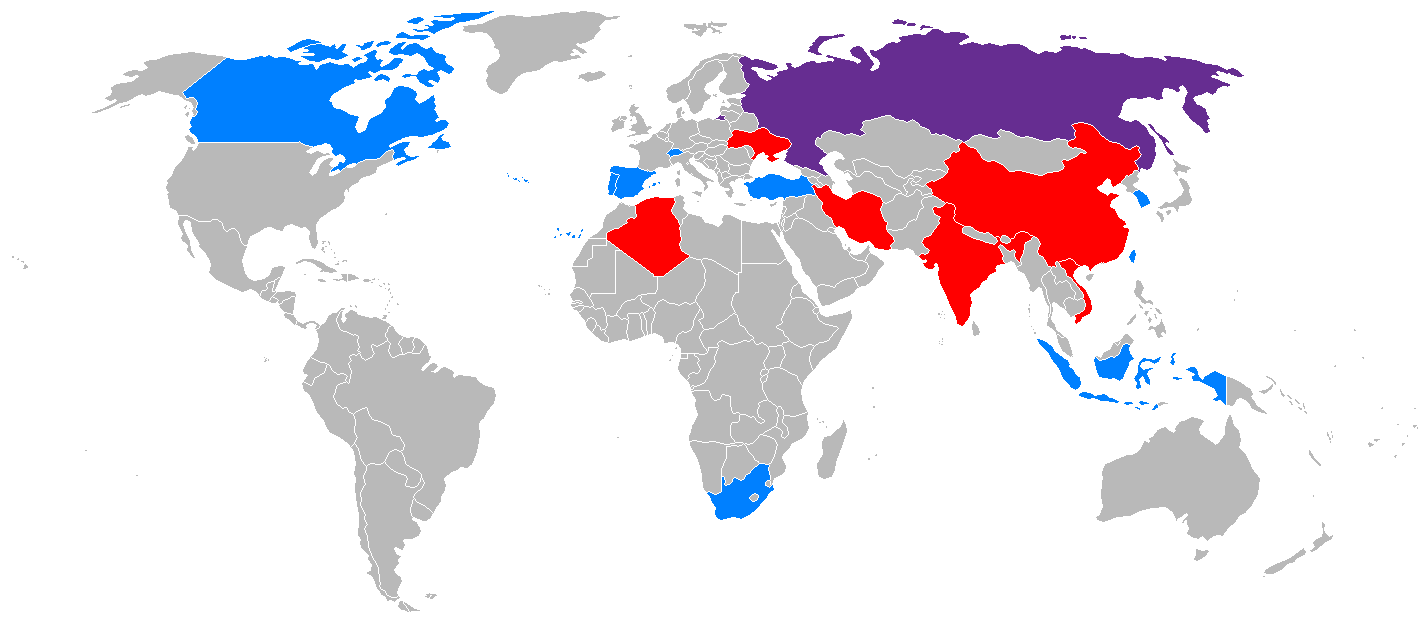
مشغلي كا-27. المدنيون بالأزرق، الحربيون بالأحمر، وكلاهما بالبنفسجي.

- تملك القوات الجوية الجزائرية 8 مروحيات من طراز كا-32تي.

 الصين
- قوات جيش تحرير الشعب الجوية.

 الهند
- البحرية الهندية.

 روسيا
- طيران البحرية الروسية.

 الاتحاد السوفيتي
- طيران البحرية السوفيتية يشغل الآن حوالي 200 مروحية كا-27، التي صنعت تسلسليًا منذ 1981.[9]

 أوكرانيا
- طيران البحرية الأوكرانية.

 سوريا
- القوات البحرية العربية السورية[10]

 فيتنام
- القوات الفيتنامية الجوية الشعبية.

 كوريا الشمالية
- امتكلت قوات كوريا الشمالية الجوية 7 مروحيات من طراز "كا-32إيه4" (الاسم المحليّ للطراز "إتش إتش-32) في يونيو عام 2004.

### المستخدمون المدنيون
كندا

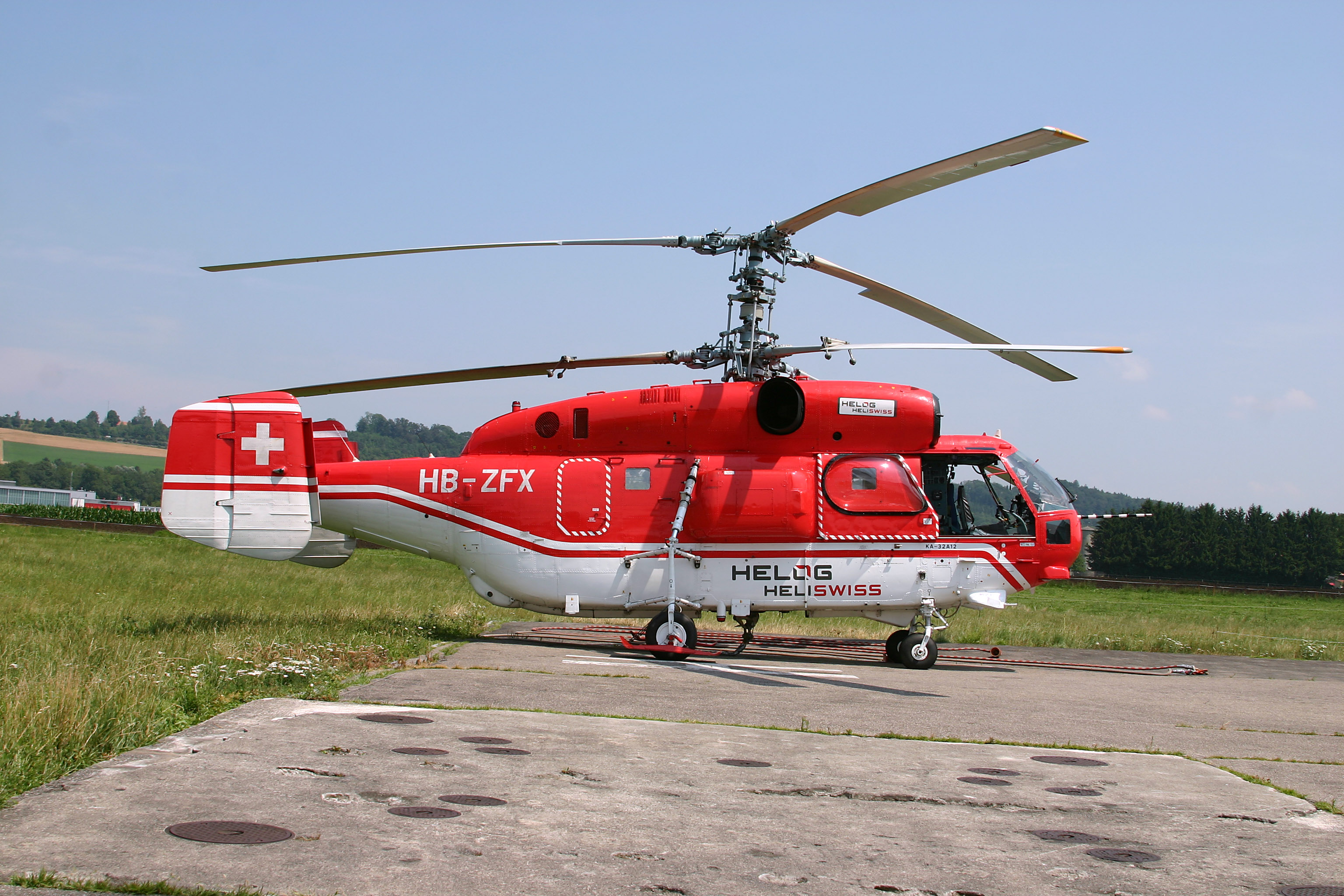
طائرة كا-32 إيه12 السويسرية التابعة لهيلوغ هيليسويس

- تشغل مروحيات جزيرة فانكوفر(VIH)ثلاث مروحيات كا-32 إيه11 بي سي

 إندونيسيا
- تخطط إندونيسيا لشراء كا-32 لاستخدامات غير حربية، وللشرطة الإندونيسية.[11]

 إيران
- تخطط إيران لتصنيع 50 مروحية كا-32 مرخصة على الأقل.[12]

 البرتغال
- تستعمل مروحيات كا-32 لاستخدامات غير حربية فقط، معظمها مكافحة الحرائق.

 روسيا
- تشغل مروحيا أوميغا مروحيات كا-32إس

 كوريا الجنوبية
- خدمة الغابات الكورية وحرس السواحل يشغلان أكثر من 60 مروحية كا-32إس\تي.[13]

 إسبانيا
- تشغل هيليسوريست كا-32 إيه11 بي سي.

 جنوب إفريقيا
- تشغل إيريب الجنوب أفريقية (South African AIRREP) كا-32.

 سويسرا
- تشغل هيلوغ هيليسويس كا-32 إيه12
- تشغل هيليسويس كا-32 تي

 تايوان
- تشغل شركة سنرايس إيرلاينز مروحية كا-32 إيه11 بي سي واحدة لرفع الأشياء الثقيلة.

 تركيا
- تشغل وزارة الغابات التركية 8 مروحيات كا-32 لمكافحة الحرائق.